# 340.ª Divisão de Infantaria (Alemanha)
A 340ª Divisão de Infantaria (em alemão: 340. Infanterie-Division) foi uma Divisão de Infantaria da Alemanha durante a Segunda Guerra Mundial. A divisão foi formada no dia 16 de novembro de 1940 como parte da 14. Welle (14 onda). Recebeu reforços do Divisions-Gruppe 327 no mês de novembro de 1943. A divisão foi destruída durante um ataque russo em Brody, no mês de julho de 1944 sendo dispensada no mês de 13 de agosto de 1944.

As unidades restantes foram utilizadas para formar a 340. Volksgrenadier Division.

## Comandantes
| Comandante                                | Data                                            |
| ----------------------------------------- | ----------------------------------------------- |
| Generalleutnant Friedrich-Wilhelm Neumann | 15 de novembro de 1940 - 1 de março de 1942     |
| Generalleutnant Viktor Koch               | 1 de março de 1942 - 1 de novembro de 1942      |
| Generalleutnant Otto Butze                | 1 de novembro de 1942 - 24 de fevereiro de 1943 |
| Generalleutnant Josef Prinner             | 24 de fevereiro de 1943 - 25 de outubro de 1943 |
| Generalleutnant Werner Ehrig              | 25 de outubro de 1943 - 16 de junho de 1944     |
| Generalmajor Otto Beutler                 | 16 de junho de 1944 - 21 de julho de 1944 (KIA) |

## Oficiais de Operações (Ia)
| Oberstleutnant Ernst Ebeling | novembro de 1940 - abril de 1941)                |
| Major von Sybel              | abril de 1941 - ?                                |
| Oberst Günther Preusse       | julho de 1943 - ?                                |
| Oberstleutnant Karl Redmer   | 15 de dezembro de 1943 - 15 de fevereiro de 1944 |
| ?                            | 15 de fevereiro de 1944 - julho de 1944          |

## Área de Operações
| Alemanha                 | novembro de 1940 - junho de 1941 |
| França                   | junho de 1941 - maio de 1942     |
| Frente Orientalsetor sul | maio de 1942 - julho de 1944     |

## Ordem de Batalha
1940
- Infanterie-Regiment 694
- Infanterie-Regiment 695
- Infanterie-Regiment 696
- Artillerie-Regiment 340
- Pionier-Bataillon 340
- Panzerjäger-Abteilung 340
- Divisions-Nachrichten-Kompanie 340
- Divisions-Nachschubführer 340

1944
- Divisionsgruppe 327
- Grenadier-Regiment 695
- Grenadier-Regiment 769
- Divisions-Füsilier-Bataillon 340
- Artillerie-Regiment 340
- Pionier-Bataillon 340
- Feldersatz-Bataillon 340
- Panzerjäger-Abteilung 340
- Divisions-Nachrichten-Abteilung 340
- Divisions-Nachschubführer 340

## Serviço de Guerra
| Data                 | Corpo                                      | Exército                      | Grupo de Exércitos | Área            |
| -------------------- | ------------------------------------------ | ----------------------------- | ------------------ | --------------- |
| dezembro de 1940     | em formação                                | em formação                   | em formação        | WK X            |
| janeiro de 1941      | em formação                                | em formação                   | em formação        | WK X            |
| 9 de maio de 1941    | Höh. Kdo. z.b.V. X XXVII Corpo de Exército | 15º Exército                  | D                  | Norte da França |
| janeiro de 1942      | Höh. Kdo. z.b.V. XXXVII Corpo de Exército  | 15º Exército                  | D                  | Norte da França |
| 12 de maio de 1942   | z. Vfg.                                    |                               | Süd                | em transporte   |
| 7 de julho de 1942   | z. Vfg.                                    | 4º Exército Panzer            | Süd                | Kiew            |
| 10 de julho de 1942  | VII Corpo de Exército                      | 2º Exército                   | B                  | Woronesch       |
| 24 de agosto de 1942 | XIII Corpo de Exército                     | 2º Exército                   | B                  | Woronesch       |
| janeiro de 1943      | XIII Corpo de Exército                     | 2º Exército                   | B                  | Woronesch       |
| março de 1943        | XIII Corpo de Exército                     | 2º Exército                   | Mitte              | oeste de Kursk  |
| setembro de 1943     | XIII Corpo de Exército                     | 4º Exército Panzer (Alemanha) | Süd                | Kiew            |
| dezembro de 1943     | (Kgr.) XIII Corpo de Exército              | 4º Exército Panzer            | Süd                | Shitomir        |
| janeiro de 1944      | XIII Corpo de Exército                     | 4º Exército Panzer            | Süd                | Winniza         |
| fevereiro de 1944    | z. Vfg.                                    | 4º Exército Panzer            | Süd                | Winniza         |
| março de 1944        | XIII Corpo de Exército                     | 4º Exército Panzer            | Süd                | Winniza         |
| abril de 1944        | XIII Corpo de Exército                     | 4º Exército Panzer            | Nordukraine        | Brody           |